# Gare de Earlsfield
La gare de Earlsfield (en anglais : Earlsfield railway station), est une gare ferroviaire de la ligne South Western main line (en), en zone 3 Travelcard. Elle  est située sur la Garratt Lane  à Earlsfield dans le borough londonien de Wandsworth sur le territoire du Grand Londres.
C'est une gare Network Rail desservie par des trains de la South Western Railway.